# Kerivoula dongduongana
Kerivoula dongduongana є видом кажанів, які зустрічаються в Південно-Східній Азії (Лаос, В'єтнам, Камбоджа) .

## Морфологічні особливості
Це вид Kerivoula середнього розміру. Вуха малі й округлі, а задній край вуха має глибоку, гладко увігнуту виїмку трохи нижче верхівки. Шерсть характеризується довгим шерстистим волоссям від темно-коричневого до темно-коричневого кольору. Спинні волоски темно-сірі. Черевні волоски блідіші і сіруваті. Перетинки крил темно-коричневі, напівпрозорі.